# Eugenijus Bartulis

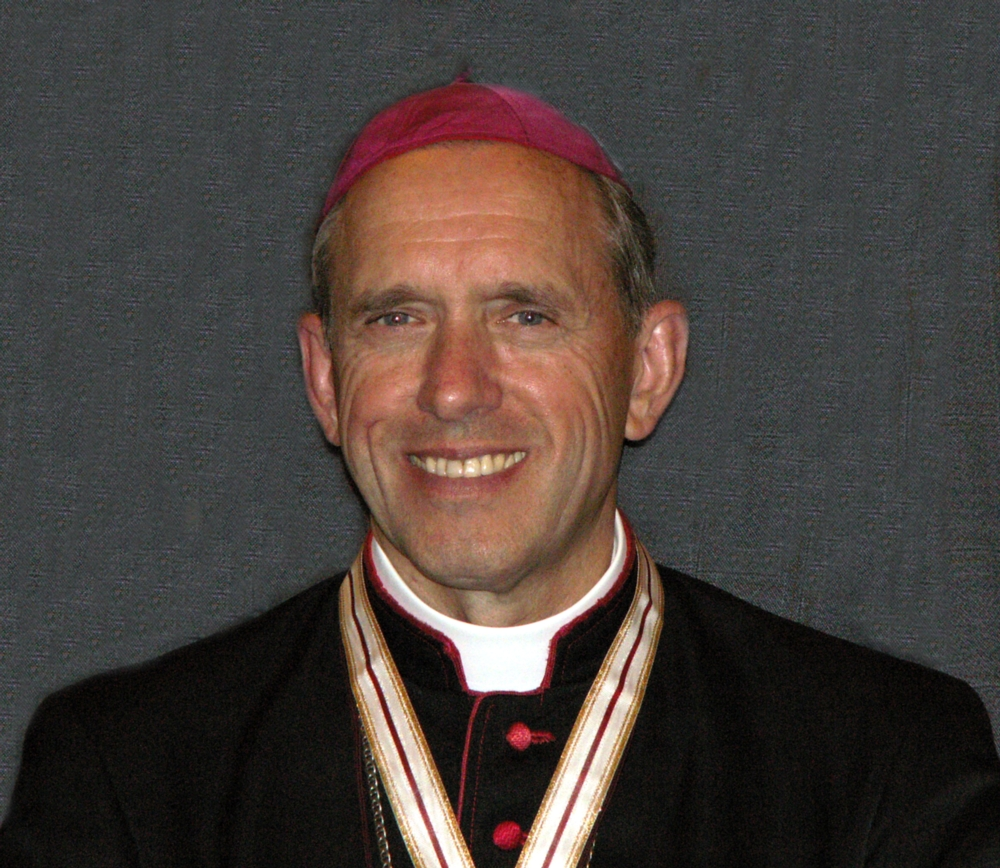
Eugenijus Bartulis

Wappen von Eugenijus Bartulis

Eugenijus Bartulis (* 7. Dezember 1949 in Kaunas) ist ein litauischer römisch-katholischer Geistlicher und emeritierter Bischof von Šiauliai.

## Leben
Eugenijus wurde als jüngstes von zehn Kindern geboren. 1968 absolvierte das Abitur an der 7. Mittelschule Kaunas und von 1968 bis 1970 leistete er den Sowjetarmeedienst. Von 1971 bis 1976 studierte er am Priesterseminar Kaunas und empfing am 30. Mai 1976 das Sakrament der Priesterweihe für das Erzbistum Kaunas. Von 1989 war er Administrator der Kathedrale St. Peter und Paul und ab 1990 Kanzler der Diözesankurie. 1995 war er Lehrer am Priesterseminar Kaunas und ab 1996 Regens.
Papst Johannes Paul II. ernannte ihn am 28. Mai 1997 zum ersten Bischof des mit gleichem Datum errichteten Bistums Šiauliai. Am 29. Juni desselben Jahres spendete ihm der Erzbischof von Kaunas, Sigitas Tamkevičius, in der Kathedrale St. Peter und Paul in Kaunas die Bischofsweihe. Mitkonsekratoren waren Audrys Juozas Bačkis, Erzbischof von Vilnius, und Vladas Michelevicius, Titularbischof von Thapsus und Weihbischof in Kaunas. Vom 25. November 2000 bis zum 19. Juni 2010 war er zudem Militärbischof von Litauen.
Er war Ratsmitglied der Universität Šiauliai und ist Ehrenbürger von Šiauliai.
Am 8. Dezember 2024 nahm Papst Franziskus seinen altersbedingten Rücktritt an.

## Ehrung
- 2007: Ehrenbürger der Stadtgemeinde Šiauliai
- 2015: Ehrendoktor der Universität Šiauliai